# Джон Даффілд
Джон Лінкольн Даффілд  (нар. 1939) — британський фінансист. Він заснував компанію Jupiter Fund Management, одну з найбільших що керують фондами в Лондоні.

## Кар'єра
Другий син лікаря та психіатра Джона Елвеса Даффілда (1910–2009) та його першої дружини Джин Едвіни (уроджена Стеллман). Даффілд здобув освіту в школі Герроу, а потім отримав ступінь з біохімії в Університеті Оксфорда. Після цього він зайнявся інвестиціями і, ставши менеджером маєтків своєї дружини, переїхав до Швейцарії.
Він заснував Jupiter Asset Management у 1985 році. Після продажу Jupiter Asset Management Commerzbank, він заснував New Star Asset Management у 2001 році.

## Сім'я
Він був одружений з Вів'єн Клор, розлучився в 1976 році; у них були син і донька. Даффілд володіє маєтком Marcham Farms у Пізморі, графство Беркшир.